# کمربند سنگ سبز ایسوا
کمربند سنگ سبز ایسوا ((به انگلیسی: Isua Greenstone Belt)). کمربندی از سنگ سبز از دوران نخست‌زیستی در جنوب غربی گرینلند است. سن این کمربند بین ۳٫۷ تا ۳٫۸ میلیارد سال است.  این کمربند شامل سنگ‌های آتشفشانی و رسوبی مافیک دگرگون شده‌است. وقوع امضاهای زمین‌شیمی boninitic، که با کاهش شدید عناصر کمیاب که سیال نیستند، مشخص می‌شود، شواهدی را نشان می‌دهد که فرایندهای تکتونیکی صفحه که در آن پوسته لیتیک ذوب می‌شود، ممکن است عامل ایجاد کمربند باشند. نظریه دیگری این است که کمربند از طریق فرایند شناخته شده به عنوان تکتونیک صفحه عمودی تشکیل می‌شود.
در سال ۲۰۱۶ ذوب برف فسیل‌های قلمداد شده استروماتولیت ۳٫۷ میلیارد ساله را کشف کرد که قدیمی‌ترین آن‌ها با گذشت چند صد میلیون سال است که تاکنون روی زمین کشف شده‌است. در صورت تأیید، کشف ساختارهای پیچیده استروماتولیت در ایسوا در اوایل تاریخ زمین را نشان می‌دهد که زندگی برای اولین بار در زمین بیش از ۴ میلیارد سال پیش تکامل یافته‌است. در حال حاضر بحث بر سر این است که آیا نمونه‌ها واقعاً زیست زا هستند یا خیر، که توسط تیم تحقیق دیگری که از این سایت بازدید کرده‌است، مورد اختلاف قرار گرفته‌است.